# Guerra franco-siriana
La guerra franco-siriana ebbe luogo nel 1920 tra i governanti hashemiti del nuovo regno arabo di Siria e la Francia. Durante una serie di scontri, culminati nella battaglia di Maysalun, le forze francesi sconfissero le forze del monarca hashemita Faisal e i suoi sostenitori, entrando a Damasco il 24 luglio 1920. Il 25 luglio venne dichiarato in Siria un nuovo governo filofrancese guidato da 'Alaa al-Din al-Darubi, che portò alla divisione della Siria in diversi stati clienti sotto il Mandato francese della Siria e del Libano. Il governo britannico, preoccupato per la sua posizione nel nuovo mandato in Mesopotamia, accettò di dichiarare il fuggitivo Faisal re dell'Iraq.

## Antefatti
Verso la fine della prima guerra mondiale, le forze di spedizione egiziane di Edmund Allenby conquistarono Damasco il 30 settembre 1918, e poco dopo, il 3 ottobre 1918, anche il sovrano hashemita Faisal entrò a Damasco, nelle fasi finali della rivolta araba contro il ottomani. Il 5 ottobre 1918, con il permesso del generale Allenby, Faisal annunciò l'istituzione di un governo costituzionale arabo a Damasco.
In seguito all'attuazione dell'accordo Sykes-Picot del 1916, inizialmente segreto, che divideva i restanti territori occupati dell'Impero ottomano tra Francia e Gran Bretagna, venne istituita nel Levante l'amministrazione militare francese. Il generale Henri Gouraud venne nominato rappresentante del governo francese in Medio Oriente e comandante dell'armata francese del Levante, con sede in Siria.
L'imminente trasformazione del Regno arabo di Siria in un mandato francese, catalizzò le società nazionaliste siriane come al-Fatat (la Giovane Associazione Araba) che si adoperarono a preparare un congresso nazionale. Queste società nazionaliste siriane sostenevano la completa indipendenza per un regno arabo, unendo il mondo arabo sotto il sovrano hashemita Faisal. La prima sessione ufficiale del Congresso siriano si tenne il 3 giugno 1919 e il membro di al-Fatat Hashim al-Atassi venne eletto presidente. Il 25 giugno, la Commissione King-Crane arrivò a Damasco con una raffica di volantini che dicevano "Indipendenza o morte". Il 2 luglio 1919 il Congresso siriano approvò una serie di risoluzioni relative alla formazione della Siria come monarchia costituzionale completamente indipendente con Faisal come re, chiedendo l'assistenza degli Stati Uniti e il rifiuto di qualsiasi diritto rivendicato dai francesi. Le speranze di Faisal che gli inglesi o gli americani venissero in suo aiuto e intervenissero contro i francesi svanirono rapidamente con quello che molti considerano il catalizzatore determinante per la creazione e la distruzione del Regno arabo di Siria: l'accordo anglo-francese. Esso prevedeva il ritiro delle truppe britanniche dalla Siria e segnava la fine del coinvolgimento militare britannico in Siria.
Alla fine Faisal sarebbe stato costretto a negoziare con Clemenceau nel gennaio 1920 che stabiliva che i francesi avrebbero sostenuto l'esistenza dello stato siriano e che non avrebbero stazionato truppe in Siria fino a quando il governo francese fosse rimasto l'unico governo a fornire consiglieri, consiglieri ed esperti tecnici. La notizia di questo compromesso non era di buon auspicio per i sostenitori veementemente anti-francesi e indipendentisti di Faisal che immediatamente fecero pressioni per revocare il suo impegno in Francia, cosa che fece.

## Cronologia della guerra

### Rivolte in tutto il paese

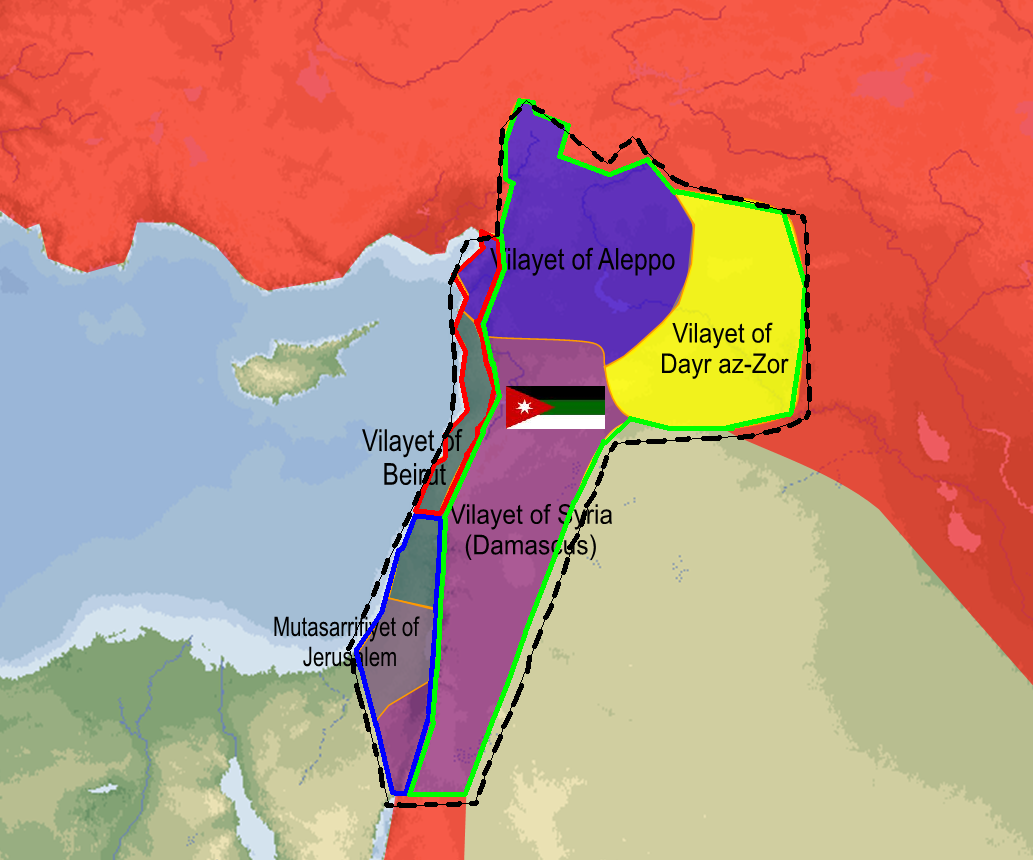
Mappa del Regno Arabo di Siria, dichiarata l'8 marzo 1920

All'indomani dei negoziati di Clemenceau nel gennaio 1920, si verificarono sporadicamente attacchi violenti contro le forze francesi in tutta la Siria. Effettivamente il Congresso siriano si riunì nel marzo 1920 per dichiarare Faisal re di Siria, nonché per istituire ufficialmente il Regno arabo di Siria con Hashim al-Atassi come primo ministro. Il regno arabo indipendente di Siria fu proclamato a Damasco l'8 marzo 1920, in un'apparente disputa con i francesi sulla natura del suo dominio.
Quest'azione venne immediatamente ripudiata da inglesi e francesi e la Società delle Nazioni convocò la Conferenza di Sanremo nell'aprile 1920 per stabilire esplicitamente il mandato francese sulla Siria. In breve, la guerra dei nazionalisti arabi siriani con i francesi divenne una campagna devastante per il nuovo proclamato Regno arabo di Siria. Diversi incidenti violenti nella regione avviati dalle milizie arabe, come la battaglia di Tel Hai e l'incursione a Samakh, portarono ad un ulteriore sostegno internazionale dei francesi.
Dopo che la Società delle Nazioni conferì il mandato francese della Siria come previsto, il generale francese Gouraud emise un ultimatum al governo siriano di sciogliere le sue truppe e sottomettersi al controllo francese. Preoccupato per i risultati di un lungo e sanguinoso conflitto con i francesi, Faisal stesso si arrese il 14 luglio 1920, ma il suo messaggio non arrivò al generale e al ministro della difesa siriano Yusuf al-'Azma che, ignorando il re, condusse un esercito a Maysalun per difendere il regno arabo siriano dall'avanzata francese. Il governo hashemita di Damasco si sottomise con riluttanza all'ultimatum francese e sciolse le sue truppe.

### La battaglia di Maysalun
Nonostante l'accettazione da parte di re Faisal dell'ultimatum della Francia, Yusuf al-'Azma si rifiutò di arrendersi. Arruolò un piccolo corpo di truppe e civili disorganizzati, scarsamente armati rispetto all'esercito francese moderno e ben attrezzato, e li condusse a Maysalun. Anche se non si faceva illusioni sull'esito della battaglia, al-'Azma voleva mettere in chiaro che la Siria non si sarebbe arresa senza combattere, al fine di negare qualsiasi legittimità all'occupazione francese. La battaglia di Maysalun provocò una schiacciante sconfitta siriana. Le forze francesi al comando del generale Mariano Goybet sconfissero facilmente le forze siriane. Yusuf al-'Azma venne ucciso nella battaglia.

### Fasi finali

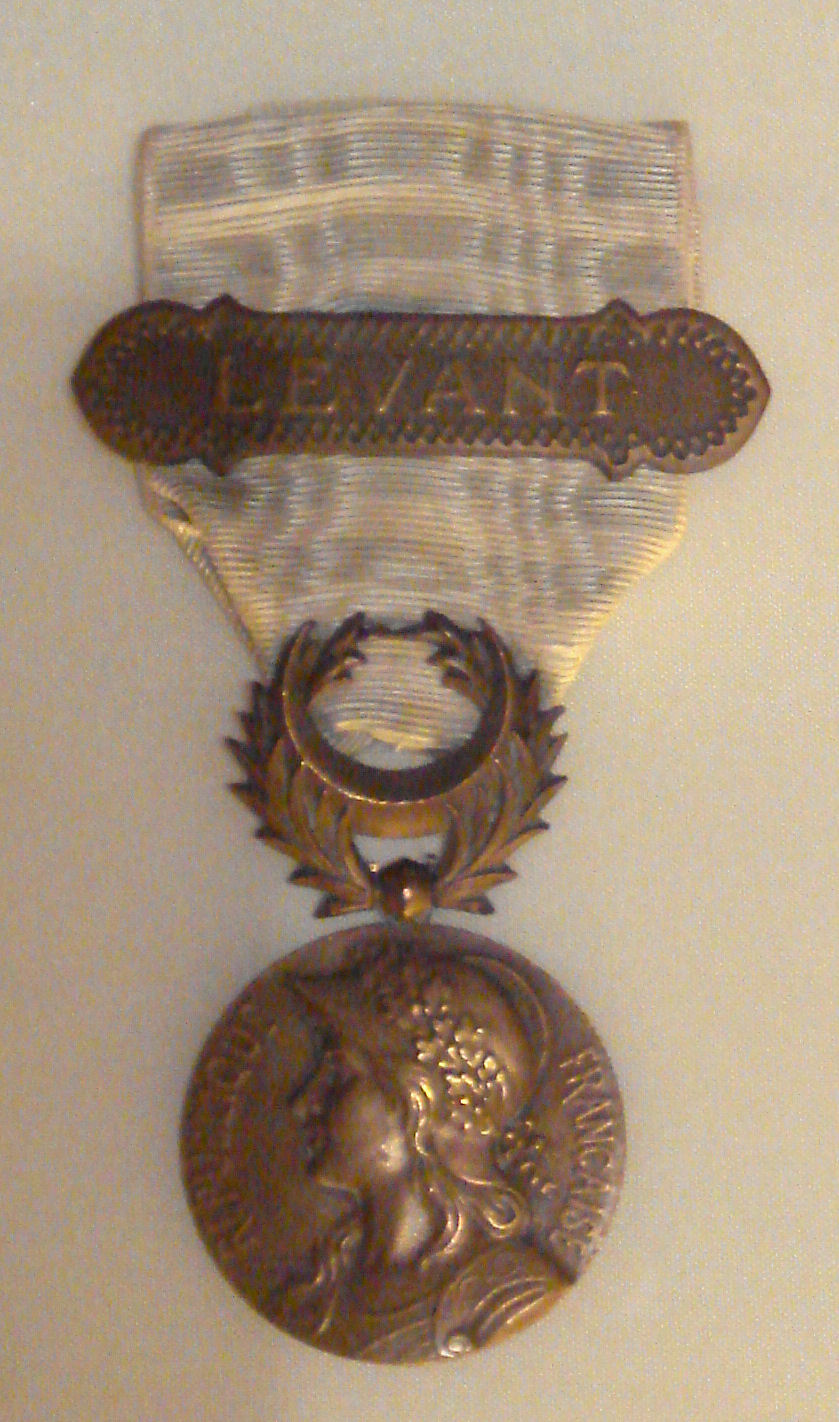
Premio ai veterani francesi - la medaglia di diritto Cilicia Levante, 18 luglio 1922

La fase finale della guerra ebbe luogo il 24 luglio 1920, quando le forze francesi entrarono a Damasco senza alcuna resistenza. Il giorno successivo, il Regno Arabo di Siria venne abolito e il dominio francese ufficialmente ristabilito.

## Conseguenze
Dopo la conferenza di Sanremo e la sconfitta della monarchia di breve durata di re Faisal in Siria nella battaglia di Maysalun, il generale francese Henri Gouraud stabilì l'amministrazione civile nel territorio. La regione del mandato venne suddivisa in sei Stati: lo Stato di Damasco (1920), lo Stato di Aleppo (1920), lo Stato alawita (1920), lo stato del Gebel Druso(1921), il Sangiaccato autonomo di Alessandretta (1921) (l'odierna Hatay in Turchia) e lo Stato del Grande Libano (1920), che divenne in seguito lo Stato odierno del Libano.